# Литература Швейцарии
Литерату́ра в Швейца́рии представляет собой весь фонд литературных произведений, созданных на территории Швейцарии и её кантонов в разное время и на различных языках. Обычно под швейцарской литературой понимают немецко- и франкоязычные литературные произведения, однако ввиду сложной языковой обстановки на территории Швейцарии в понятие «швейцарская литература» может быть включена также литература на итальянском и романшском языках, созданная в кантонах Итальянской и Ретороманской Швейцарии.
Сегодня многие писатели, которые создают литературные произведения на вышеперечисленных языках на территории Швейцарии, входят в объединение писателей, известный как Союз авторов Швейцарии (нем. Autorinnen und Autoren der Schweiz, фр. Autrices et Auteurs de Suisse). Последний не является регулирующим органом или фондом, а ставит целью объединение всех писателей в национальном масштабе.

## Немецкоязычная литература Швейцарии

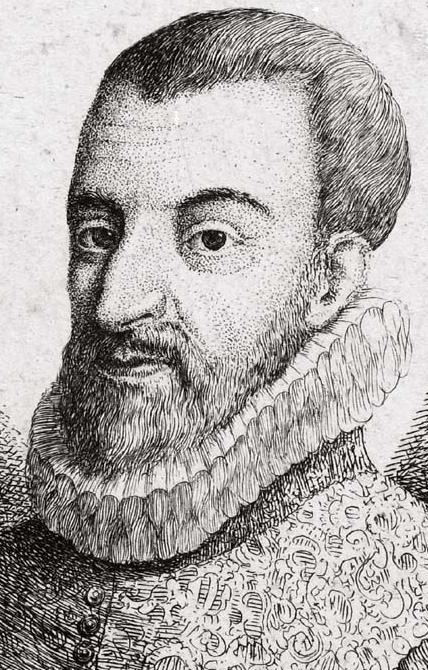
Эгидиус Чуди

Вильгельм Телль. Рисунок 1880 года

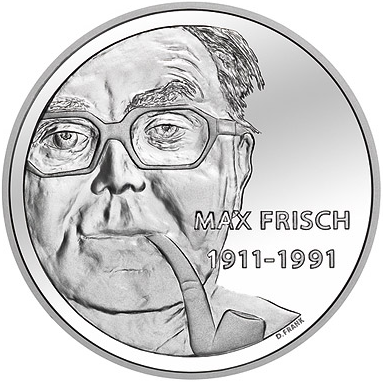
Макс Фриш, изображение на памятной монете (20 франков)

Литература в Немецкой Швейцарии, подобно литературному творчеству во всём немецкоязычном пространстве (например, как и австрийская литература), считается самостоятельной единицей лишь по географическому или национальному признаку. В то же время, швейцарская немецкоязычная литература относится к немецкоязычной культуре в целом. Исключение составляет разве что литературное творчество на алеманнских диалектах, которые существенно отличаются от немецкого языка в Германии и часто относятся к народному творчеству носителей. Также стоит отметить, что швейцарский национальный вариант немецкого языка, основанный именно на алеманнских диалектах с характерными французскими заимствованиями, имеет очень сильную поддержку как в обществе, так и в национальных литературных кругах. Этим самым проводится разграничение между литературой немецкой и литературой швейцарской.

### История

#### Средневековая литература
Зачатки литературного творчества в Швейцарии просматриваются в первых текстах литургической драмы о Христовом Воскресении и рождественских песен, написанных монахами монастыря Мури (Аргау) в середине XIII века. Несколько позже эти произведения стали появляться в монастыре Святого Галла.
Средневековая придворная литература возникла на территории современной немецкой Швейцарии в XIV веке, о чём свидетельствует, к примеру, иллюминированный цюрихский Манесский кодекс 1300 года, содержащий произведения известных мастеров миннезанга XII—XIII веков.
Борьба швейцарских кантонов за свою независимость против Священной Римской империи и Бургундского герцогства в XIV—XV веках стимулировали развитие национальной швейцарской исторической литературы на диалектах средневерхненемецкого языка. В XV столетии развивается национальная швейцарская историография, представленная такими именами, как Конрад Юстингер, автор «Бернской хроники» (около 1430 г.), Ганс Фрюнд, автор «Хроники Старой Цюрихской войны» (1447 г.), Ганс Шрибер, автор «Белой книги Зарнена» (около 1474 г.), впервые зафиксировавшей легенду о Вильгельме Телле, создатели иллюстрированных хроник Бенедикт Чахтлан («Хроника Чахтлана» 1470 г.), Диболд Шиллинг Старший (бернская, большая бургундская, цюрихская, шпицская хроники 1480-е гг.), Диболд Шиллинг Младший («Люцернская хроника» 1513 г.), Вернер Шодолер («Федеративная хроника» 1510—1535 гг.), Валериус Ансельм («Бернская хроника» 1529—1546 гг.), а также автор первой печатной «Хроники Швейцарской конфедерации» (1507 г.) Петерманн Эттерлин.
В 1534—1536 годах историк и географ Эгидиус Чуди, основываясь на данных «Белой книги Зарнена» Шрибера, написал «Швейцарскую хронику», на основе которой Фридрих Шиллер создал драму о национальном герое Вильгельме Телле, личность которого до сих пор вызывает сомнения у историков. Большое влияние на развитие швейцарской поэзии начального периода оказало стихотворение естествоиспытателя Альбрехта фон Галлера «Альпы» (нем. Die Alpen), который хотя и не занимался поэзией всерьёз, всё же заслуженно считается человеком, внёсшим вклад в национальную литературу.

#### XIX — первая половина XX века
В XIX веке в швейцарской литературе доминирует реализм, классиками которого становятся писатели Иеремия Готхельф, Готфрид Келлер и Конрад Фердинанд Мейер. В период с 1880 по 1920 год литературная традиция Швейцарии отходит от общеевропейского литературного течения. В то время как в Европе сменяли друг друга натурализм, символизм, югендштиль и так далее, в Швейцарии всё ещё писались реалистические рассказы. Именно в это время происходит существенный отрыв от диалектного творчества и переход на наддиалектные или литературные нормы немецкого языка. Это может быть объяснено тем, что литературная норма позволяла бы распространять произведения в Германской империи, сама литература была бы доступна более широкому кругу лиц. Яркими представителями этого периода были Якоб Кристоф Хер и Джоанна Спайри. Последней принадлежит рассказ «Хайди» (нем. Heidi), ставший популярным во всём мире и уступивший разве что произведениям Агаты Кристи.
После 1920-х годов литература Швейцарии старается влиться в русло общеевропейской литературы. Писатели видели в консерватизме причину низкой популярности их творчества в Европе. Однако, приходя к новым веяниям (например, поздний экспрессионизм Макса Пульвера), швейцарские писатели всё же не вошли в одно русло с Германией. Новые литературные веяния 1930-1940-х годов в Германии и Италии были подчинены фашистским и нацистским правительствам этих стран, на что швейцарские власти ответили так называемой политикой «духовной обороны» (нем. Geistige Landesverteidigung). «Духовная оборона» имела хождение примерно до 1960-х годов, отражая сперва национал-социалистические веяния Третьего рейха, затем коммунистическое влияние.

#### Вторая половина XX века
Лишь со второй половины XX столетия писатели Фридрих Дюрренматт, Макс Фриш, а позднее и Роберт Вальзер подняли швейцарскую немецкоязычную литературу на мировой уровень. Два швейцарских писателя — Карл Шпиттелер и Герман Гессе — были удостоены Нобелевской премии по литературе.
Среди современных швейцарских писателей наиболее известны: Лукас Бэрфус, Петер Биксель, Лукас Хартман (Ганс Рудольф Леман), Франц Холер, Томас Хюрлиманн, Кристиан Крахт, Юрг Лэдерах, Милена Мозер, Адольф Мушг, Пауль Ницон, Ильма Ракуза, Петер Штамм, Мартин Зуттер, Петер Вебер, Маркус Вернер и Урс Видмер.

## Франкоязычная литература Швейцарии

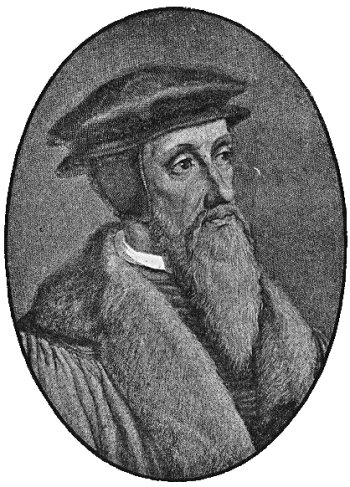
Жан Кальвин

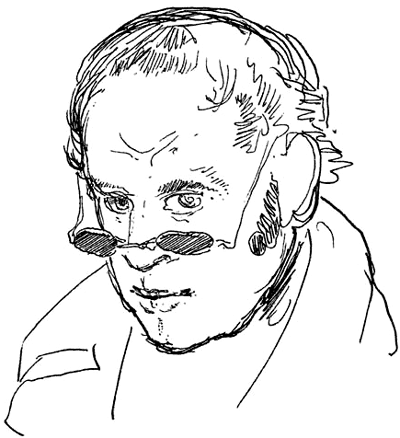
Родольф Тёпфер

Франкоязычная литература на территории Швейцарии имеет не менее богатую историю, чем немецкоязычная. Современные швейцарские кантоны Женева, Во и Невшатель говорят по-французски, в кантонах Фрибур, Вале и Берн французский используется наряду с немецким. Несмотря на то, что численно франкоговорящее население Швейцарии в три раза меньше немецкоговорящего, французская литература здесь очень развита.

### История

#### С древних времён до Реформации
Возникновение Романдии, или Французской Швейцарии, связано с романизацией бургундов ещё во времена римского господства. Постепенно местные варварские племена перенимали романскую культуру и язык. Вплоть до Реформации франкоязычная литература была весьма скудна, однако имеются некоторые стихотворения (рыцарь Отто фон Грандсон), хроники, сказания о войне с Карлом Смелым, записки Франсуа Бониварда и несколько гугенотских текстов религиозного содержания.
В период Реформации литературная жизнь сосредоточилась в Женеве, где творил один из главных деятелей Реформации Жан Кальвин. Его творчество было весьма популярно, а его французский язык был отточен до совершенства. По этой причине его иногда называют одним из создателей литературного французского языка. В типографиях того времени печатались письма, которые после имели хождение в Германии, Франции и Англии. После смерти Кальвина идеологом французского протестантизма стал Теодор Беза, который также преуспел внести вклад в женевскую литературу.

#### XVII—XVIII века
XVII век стал веком застоя швейцарской франкоязычной литературы. После отмены Нантского эдикта в 1685 году на протестантов после долгой передышки вновь начались гонения, что привело к их массовой эмиграции в другие страны, лояльные к их вере. Вместо литературного творчества франкофоны Швейцарии стали больше писать письма, сочинять сатиру, которую. естественно, они прятали и передавали из рук в руки только тайком. Основные письменные труды составляли научные работы, энциклопедии, религиозные книги.
«Литературное творчество» Шарля Бонне и его племянника Ораса Бенедикта де Соссюра, библиотекаря Жана Сенебье сложно назвать творчеством, хотя стиль (кроме последнего) близок к художественному описательному. В Берне были учёные, которые писали по-немецки и по-французски, как, например, Альбрехт фон Галлер, Карл Виктор фон Бонштеттен или Иоганн Рудольф Зиннер. Малопопулярные писатели жили в Лозанне и Невшателе, которые устраивали небольшие кружки и салоны.

#### XIX—XX века
Во время Французской революции и построения Гельветической республики было не до литературы. Лишь после 1814 года интеллигенция ожила и начался новый виток литературного творчества на французском языке. К этому времени относится творчество писателя и карикатуриста Родольфа Тёпфера, в 1826 году основан политический журнал «Journal de Genève» Жана Якоба. Хотя никакого литературного вклада никто из них не внёс, их активность стала предтечей новой плеяды писателей, таких как Шарль Дидье (писатель-путешественник), Анри Бланвале, Луи Турнье. Большой популярностью одно время пользовался Альбер Ришар, который вскоре был предан забвению.
После 1848 года известен стал Жан Антуан Пети-Сен, которому принадлежал юмористический журнал «Le Fantasque». С его кружка начинается история многих известных писателей Романдии. Наиболее известный поэт этого времени — Филипп Годе, который также был отличным историком литературы и оратором. Помимо собственных произведений он публиковал стихи нескольких фрибурских поэтов. Известность также приобрели Александр Вине и Шарль Моннар.
Писатели франкоязычной Швейцарии XX века, известные своим творчеством за её пределами: Шарль Фердинанд Рамю, Филипп Жакоте, Жак Шессе, Корина Бий, Николя Бувье, Морис Шаппаз, Анна Кюнео, Жанна Эрш, Алиса Рива, Иветта З'Грагжен.